# Sportpark Oberwerth

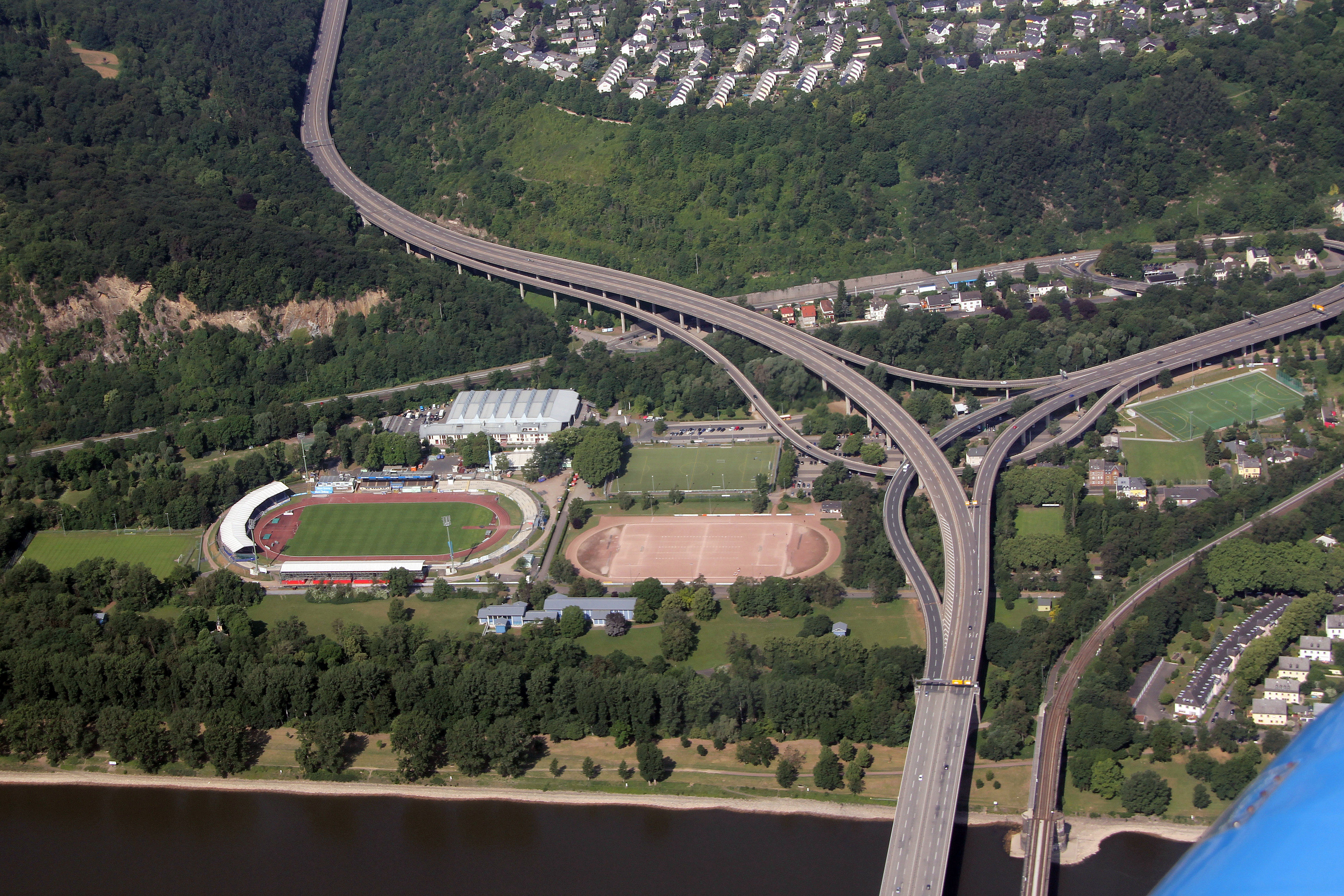
Der Sportpark Oberwerth in Koblenz 2011

Der Sportpark Oberwerth (vormals Sportanlage Oberwerth) ist eine Sportanlage in Koblenz, zu der ein Stadion, eine Sporthalle, eine Fechthalle, der Jahn-Platz, der Südplatz, der Karl-Adam-Platz sowie ein eingefriedeter Teil des Südgeländes gehören. Er befindet sich in der Jupp-Gauchel-Straße im Stadtteil Oberwerth. Nördlich grenzt die linksrheinische Anschlussstelle der Südbrücke und östlich das Wasserwerk Koblenz-Oberwerth an.

## Geschichte
Die erste Sportanlage auf dem Oberwerth geht auf eine Stiftung des Geheimen Kommerzienrats Julius Stephan Wegeler zurück. Er vermachte der Stadt 1882 eine Summe von 130.000 Mark, um einen Spiel- und Sportplatz zu errichten. Erste Planungen für die gesamte Anlage erarbeitete das Hochbauamt der Stadt Koblenz nach Vorgabe des Sportamtes in den Jahren 1970 und 1971. Der Karl-Adam-Platz gehört der Sportschule Oberwerth, wo die Lehrgänge ihren Trainingsbetrieb durchführen können.

## Stadion

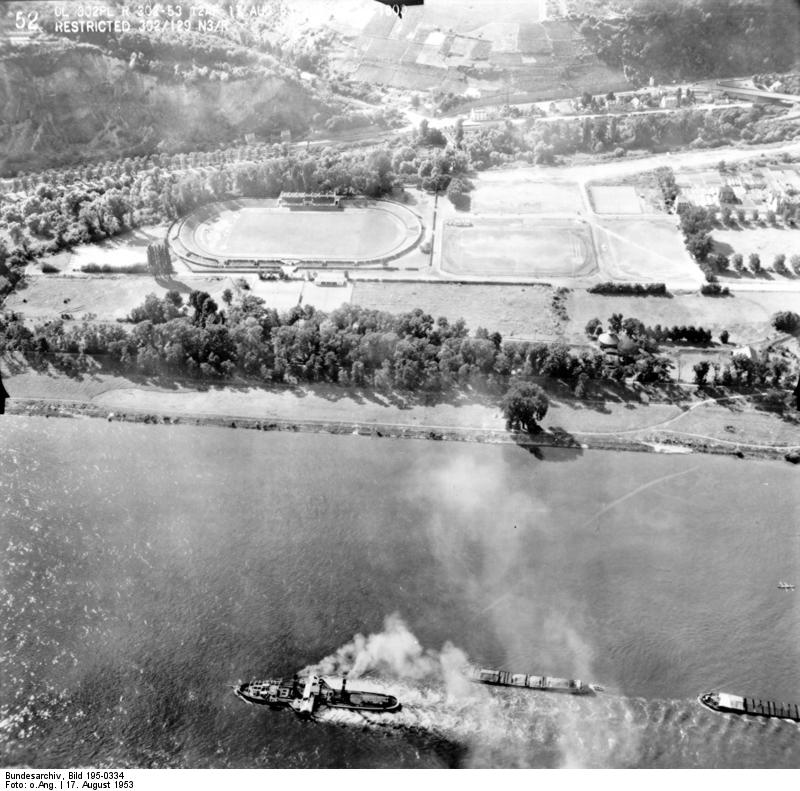
Der Sportpark Oberwerth 1953

Ein erstes Stadion auf dem Oberwerth wurde 1920 von amerikanischen Besatzungstruppen errichtet. Das „Amerikaner-Stadion“ wurde bis 1929 von der US-Army betrieben. Im Rahmen eines Arbeitsbeschaffungsprogramms der Nationalsozialisten wurde es 1934–1935 nach Plänen von Friedrich Neumann ausgebaut. Am 15. Juni 1935 wurde es von Oberbürgermeister Otto Wittgen als „Hermann-Göring-Kampfbahn“ eingeweiht. Zu dieser Zeit hatte es eine Zuschauerkapazität von etwa 30.000 Menschen. Nach dem Zweiten Weltkrieg wurde es 1945 kurzzeitig von der französischen Besatzungsarmee als „Stade de Gaulle“ genutzt. Die Heimspiele der TuS Neuendorf (Name ab 1982: TuS Koblenz) finden seit 1946 im Stadion Oberwerth statt.

### Rekorde
Das Stadion Oberwerth war zwischen 1960 und 1992 Austragungsort des Internationalen Abendsportfestes in Koblenz. Hier wurden die folgenden vier Weltrekorde aufgestellt:
1. Steve Ovett im 1500-Meter-Lauf am 27. August 1980 in 3:31,34 min
2. Steve Ovett über die 1 Meile am 26. August 1981 in 3:48,04 min
3. Edwin Moses im 400-Meter-Hürdenlauf am 31. August 1983 in 47,02 s (Das ist bis heute die zweitschnellste je gelaufene Zeit auf der Strecke und war einer der ältesten Laufweltrekorde überhaupt; bis zu den 46,78 von Kevin Young am 6. August 1992).
4. Der „Santa Monica Track Club“ in der 4-mal-200-Meter-Staffel am 23. August 1989 in 1:19,38 min.

## Sporthalle

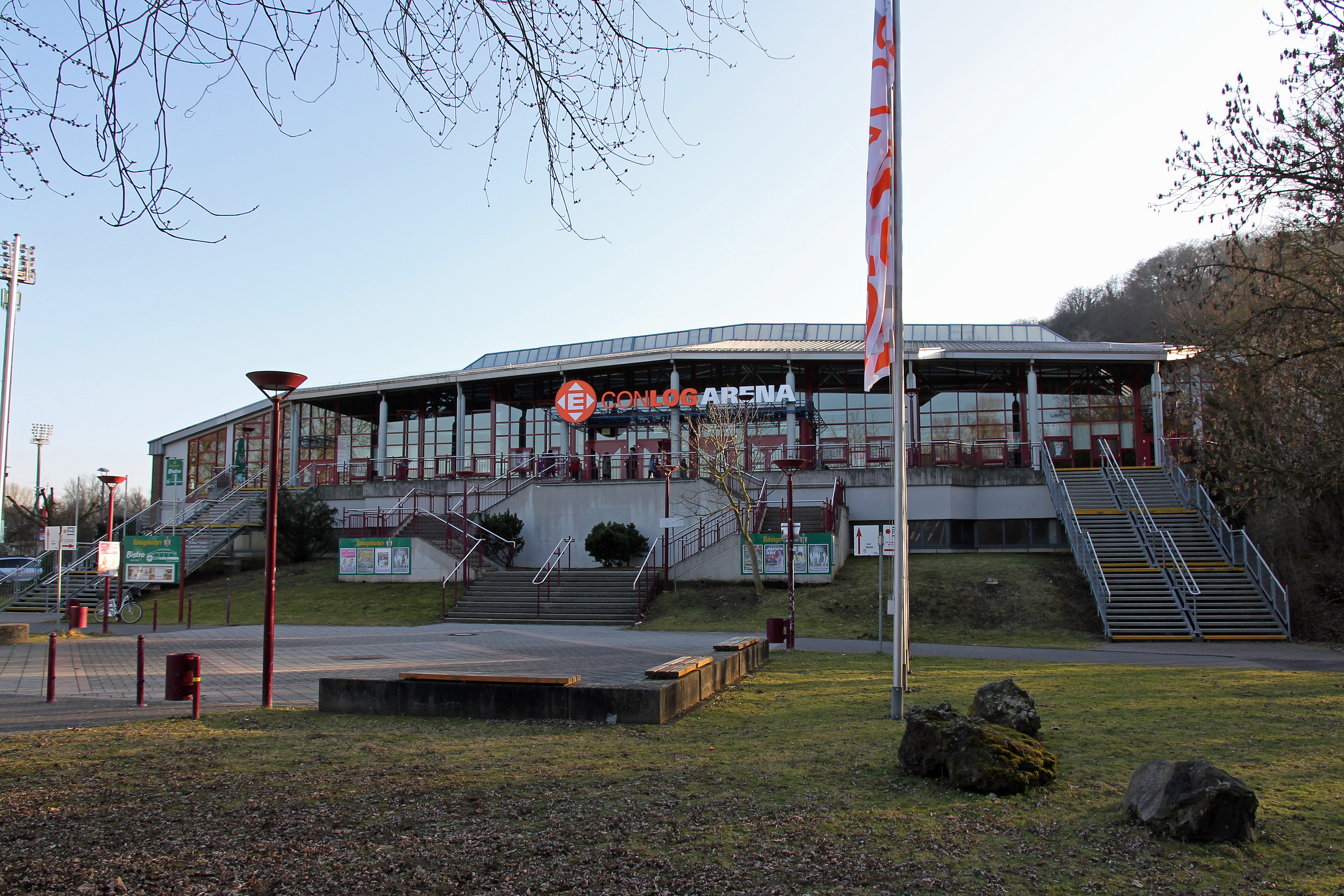
Der Haupteingang der CGM Arena 2013

Planungen zum Bau einer Sporthalle auf dem Oberwerth gehen ins Jahr 1969 zurück. Mit dem Bau begonnen hat man schließlich am 1. März 1990 unter dem damaligen Oberbürgermeister Willi Hörter. Am 18. Januar 1992 fand die Eröffnungsfeier der größten Sport- und Veranstaltungshalle in Rheinland-Pfalz mit einer großen Sportgala statt. Je nach Veranstaltungsart finden in der 3400 m² großen Halle bis zu 5000 Personen Platz. Die Halle dient u. a. dem Fechtclub Königsbacher SC Koblenz als Trainings- und Wettkampfstätte. Zum 1. Januar 2013 wurde die Halle in „Conlog Arena“ umbenannt. Ab dem 1. Januar 2018 wird die Halle den Namen CGM Arena tragen.

## Veranstaltungen
Seit seinem Start im Jahr 1993 wird auf dem Oberwerth jährlich das Hallenmasters der Koblenzer Schulen (HAMA) ausgetragen, an dem neben den Koblenzer Gymnasien auch das Lahnsteiner, Bendorfer, Neuwieder (Rhein-Wied), Montabaurer, Höhr-Grenzhäuser und Bopparder Gymnasium teilnimmt. Jährlich am ersten Novemberwochenende wird in der Sporthalle Oberwerth WHU Euromasters, das größte Sportfest europäischer Business-Schools, veranstaltet.
Unter anderem werden dort oft Fußballturniere ausgetragen.